# Lista de bençãos judaicas
Esta é uma lista das principais bênçãos e orações do Judaísmo. A maioria dessas preces consta do Sidur, ou livro de orações. Este artigo contém as fórmulas litúrgicas judaicas, que geralmente começam com a seguinte invocação:
…בָּרוּךְ אַתָּה ה' אֱ-לֹהֵינוּ, מֶלֶךְ הָעוֹלָם
Transliteração: Barukh ata Adonai Eloheinu melekh ha‑olam…
Tradução: "Bendito és tu, ó Eterno nosso Deus, Rei do Universo…"

## Bênçãos e orações com seus respectivos artigos
- Bamê Madliquin, pêrec dito em Cabalat Shabat, antes do Cadish Derabanan e de Lerrá Dodi.
- Shemá Yisrael, que constitui a profissão de fé judaica.

## Dias especiais

### Acendimento das velas de Shabat
As velas do Shabat são acendidas pelo menos dezoito minutos antes do pôr do sol na sexta-feira.

Após o acendimento das velas, pronuncia-se, com as mãos diante dos olhos:
ברוך אתה ה' א‑לוהינו מלך העולם, אשר קדשנו במצותיו וצונו להדליק נר של שבת.‏
Transliteração: Barukh ata Adonai Eloheinu melekh ha‑olam, asher kid'shanu b'mitzvotav v'tzivanu l'hadlik ner shel shabbat.
Tradução: "Bendito és tu, ó Eterno nosso Deus, Rei do Universo, que nos santificou com os seus mandamentos, e nos ordenou acender a vela de Shabat".
A versão Chabad Lubavitch da prece acrescenta a palavra קודש ao final, resultando em "…a vela do santo Shabat" (transliteração: "…ner shel shabbat kodesh").

### Cerimônia de Havdalá ("Separação")
Havdalá é a cerimônia de sábado à noite, geralmente uma hora após o pôr do sol, contada desde o aparecimento de três estrelas no céu, momento em que o Shabat se encerra.
A cerimônia consiste de quatro preces.

Primeiro, pronuncia-se a bênção do vinho: 
ברוך אתה ה' א‑לוהינו מלך העולם, בורא פרי הגפן.‏
Transliteração: Barukh ata Adonai Eloheinu melekh ha‑olam, bo're p'ri ha'gafen.
Tradução: "Bendito és tu, ó Eterno nosso Deus, Rei do Universo, que cria o fruto da videira".

Em seguida, são abençoadas as especiarias (como cravo e canela):
ברוך אתה ה' א‑לוהינו מלך העולם, בורא מיני בשמים.‏
Transliteração: Barukh ata Adonai Eloheinu melekh ha‑olam, bo're minei b'samim.
Tradução: "Bendito és tu, ó Eterno nosso Deus, Rei do Universo, que cria diversas especiarias".
As especiarias são cheiradas por todos os presentes.

A seguir, observa-se uma vela de vários pavios, que já deve estar acesa, com a seguinte bênção:
ברוך אתה ה' א‑לוהינו מלך העולם, בורא מאורי האש.‏
Transliteração: Barukh ata Adonai Eloheinu melekh ha‑olam, bo're m'orei ha'esh.
Tradução: "Bendito és tu, ó Eterno nosso Deus, Rei do Universo, que cria a luz do fogo".
A vela é segurada sobre a cabeça e todos os presentes observam seu reflexo em suas unhas.

Por fim, faz-se a prece em agradecimento pela separação do sagrado daquilo que é ordinário:
.ברוך אתה ה' א‑לוהינו מלך העולם
.המבדיל בין קודש לחול
.בין אור לחושך. בין ישראל לעמים
:בין יום השביעי לששת ימי המעשה
.ברוך אתה הי, המבדיל בין קודש לחול
Transliteração: Barukh ata Adonai Eloheinu melekh ha‑olam, ha'mavdil bein kodesh l'hol, bein or l'hoshekh, bein Yisrael la'amim, bein yom ha'sh'vi'i l'sheshet y'mei ha'ma'a'se. Barukh ata Adonai, ha'mavdil bein kodesh l'hol.
Tradução: "Bendito és tu, ó Eterno nosso Deus, que diferencia o sagrado do ordinário, a luz da escuridão, Israel das nações, o sétimo dia dos seis dias de trabalho. Bendito és tu, ó Eterno nosso Deus, que diferencia o sagrado do ordinário".

## Ocasiões especiais

### Shehecheyanu ("Que nos manteve vivos")
Esta prece é recitada sempre que algo agradável e infrequente acontece. Isso inclui todos os feriados, exceto o Shabat. Em Chanucá, ela é dita apenas na primeira noite. A bênção é também dita em ocasiões como a afixação de mezuzot (sobretudo em uma casa nova), a compra de novas roupas de festa ou o consumo de frutas raras.
.ברוך אתה ה' א‑לוהינו, מלך העולם, שהחינו וקימנו והגענו לזמן הזה‬
Transliteração: Barukh ata Adonai Eloheinu, melekh ha'olam, she'heheyanu v'kiy'manu v'higi'anu la'z'man ha'ze.
Tradução: "Bendito és tu, ó Eterno nosso Deus, Rei do Universo, que nos manteve vivos, que nos sustentou, e que nos permitiu chegar a esta época".